# Nuncjatura Apostolska na Ukrainie
Nuncjatura Apostolska na Ukrainie – misja dyplomatyczna Stolicy Apostolskiej na Ukrainie. Siedziba nuncjusza apostolskiego mieści się w Kijowie.

## Historia
8 lutego 1992 papież św. Jan Paweł II utworzył Nuncjaturę Apostolską na Ukrainie.